# Unstable
Unstable è il secondo album in studio della band statunitense Adema, pubblicato nel 2003 dall'Arista Records.

## Tracce
1. Co-Dependent – 3:28
2. Rip the Heart Out of Me – 2:24
3. Stand Up – 3:05
4. Unstable – 3:12
5. Promises – 4:16
6. Blame Me – 3:56
7. So Fortunate – 3:47
8. Stressin – 3:38
9. Do You Hear Me – 3:26
10. Let Go – 3:05
11. Betray – 3:22
12. Needles – 3:09

Traccia bonus nell'edizione giapponese
1. Someone Else's Lies - 3:27

## Formazione
- Mark Chavez - voce
- Tim Fluckey - chitarra solista
- Mike Ransom - chitarra ritmica
- Dave DeRoo - basso
- Kris Kohls - batteria, percussioni

Altri musicisti
- Deborah Lurie - tastiera in So Fortunate

## Classifiche
| Classifica (2003) | Posizione massima |
| ----------------- | ----------------- |
| Regno Unito       | 120               |
| Stati Uniti       | 43                |